# Pachliopta
Pachliopta — род дневных бабочек из семейства парусников (Papilionidae). 

## Описание
Средних размеров бабочки, с удлиненными узкими задними крыльями с длинными широкими хвостиками. В анальной области заднего крыла имеется довольно широкий
выступ, который заворачивается на верхнюю сторону крыла. У самцов нем располагаются длинные андрокониальные волоски. Окраска тёмная — черная, чёрно-бурая или серовато-пепельная с контрастными, обычно красными либо розоватыми, полулунными пятнами вдоль внешнего края заднего крыла. Брюшко и грудь с красными пятнами, покрыты короткими чёрными волосками.
Тропические бабочки без четкой смены поколений в течение года, вследствие этого в одно и то же время можно наблюдать в природе все стадии развития бабочки — от яйца до имаго. Большинство видов трофически связаны с кирказонами.

## Ареал
Юго-Восточная Азия, Филиппины, Индонезия.

## Систематика
Ранее данный таксон рассматривался в ранге подрода в составе рода Atrophaneura. Впервые выделить таксон в отдельный род было предложено Munroe (1961) на основании различий в строении гениталий.
- Pachliopta adamas (Zinken, 1831)
- Pachliopta aristolochiae (Fabricius, 1775)
- Pachliopta antiphus (Fabricius, 1793)
- Pachliopta atropos (Staudinger, 1888)
- Pachliopta hector (Linnaeus, 1758)
- Pachliopta jophon (Gray, [1853])
- Pachliopta kotzebuea (Eschscholtz, 1821)
- Pachliopta leytensis (Murayama, 1978)
- Pachliopta liris (Godart, 1819)
- Pachliopta mariae (Semper, 1878)
- Pachliopta oreon (Doherty, 1891)
- Pachliopta pandiyana (Moore, 1881)
- Pachliopta phlegon (C. & R. Felder, 1864)
- Pachliopta polydorus (Linnaeus, 1763)
- Pachliopta polyphontes (Boisduval, 1836)
- Pachliopta strandi (Bryk, 1930)